# Juan Garat
Juan Ignacio Garat, né le 16 mai 1973 à Corrientes, est un ancien joueur de tennis professionnel argentin.
Il a remporté un titre ATP en double à Kitzbühel en 1993 et deux tournois Challenger à Lima et à Guadalajara en 1994.
Durant sa carrière en junior, il a gagné l'Orange Bowl des moins de 16 ans en 1989. Il a aussi été quart de finaliste à Roland-Garros et à l'US Open en 1991.

## Palmarès

### Titre en double (1)
| No | Date       | Nom et lieu du tournoi     | Catégorie    | Dotation  | Surface      | Partenaire   | Finalistes                | Score         |  |
| -- | ---------- | -------------------------- | ------------ | --------- | ------------ | ------------ | ------------------------- | ------------- |  |
| 1  | 02-08-1993 | Philips Head Cup Kitzbühel | World Series | 375 000 $ | Terre (ext.) | Roberto Saad | Marius Barnard Tom Mercer | 4-6, 6-3, 3-6 |  |

### Finales en double (2)
| No | Date       | Nom et lieu du tournoi                              | Catégorie    | Dotation  | Surface      | Vainqueurs                   | Partenaire   | Score         |  |
| -- | ---------- | --------------------------------------------------- | ------------ | --------- | ------------ | ---------------------------- | ------------ | ------------- |  |
| 1  | 09-08-1993 | Campionati Internazionali di San Marino Saint-Marin | World Series | 275 000 $ | Terre (ext.) | Daniel Orsanic Olli Rahnasto | Roberto Saad | 6-4, 1-6, 6-3 |  |
| 2  | 27-09-1993 | Campionati Internazionali di Sicilia Palerme        | World Series | 290 000 $ | Terre (ext.) | Sergio Casal Emilio Sánchez  | Jorge Lozano | 6-3, 6-3      |  |

## Parcours dans les tournois duGrand Chelem

### En double
| Année | Open d'Australie | Open d'Australie | Internationaux de France | Internationaux de France   | Wimbledon                  | Wimbledon                | US Open                      | US Open               |
| ----- | ---------------- | ---------------- | ------------------------ | -------------------------- | -------------------------- | ------------------------ | ---------------------------- | --------------------- |
| 1993  | —                | —                | —                        | —                          | 1er tour (1/32) S. Noszály | P. Albano J. Frana       | —                            | —                     |
| 1994  | —                | —                | 2e tour (1/16) M. Ruah   | T. Woodbridge M. Woodforde | 1er tour (1/32) J. Waite   | D. Prinosil U. Riglewski | 1er tour (1/32) J. Siemerink | D. Adams A. Olhovskiy |

N.B. : le nom du ou de la partenaire se trouve sous le résultat ; le nom des ultimes adversaires se trouve à droite.